# Stalagmit
Stalagmit (fra græsk: Σταλαγμίτης, stalagmites, "dryp" eller "dråbe") betegner en bestemt type drypsten, der kan findes i en kalkstenshule.
En stalagmit er en søjle, der står på gulvet i modsætning til en stalaktit, som hænger ned fra loftet.